# Piscina olimpica di El Menzah
La piscina olimpica di El Menzah (in francese piscine olympique d'El Menzah) è un impianto riservato agli sport acquatici sito a Tunisi, in Tunisia.

## Storia

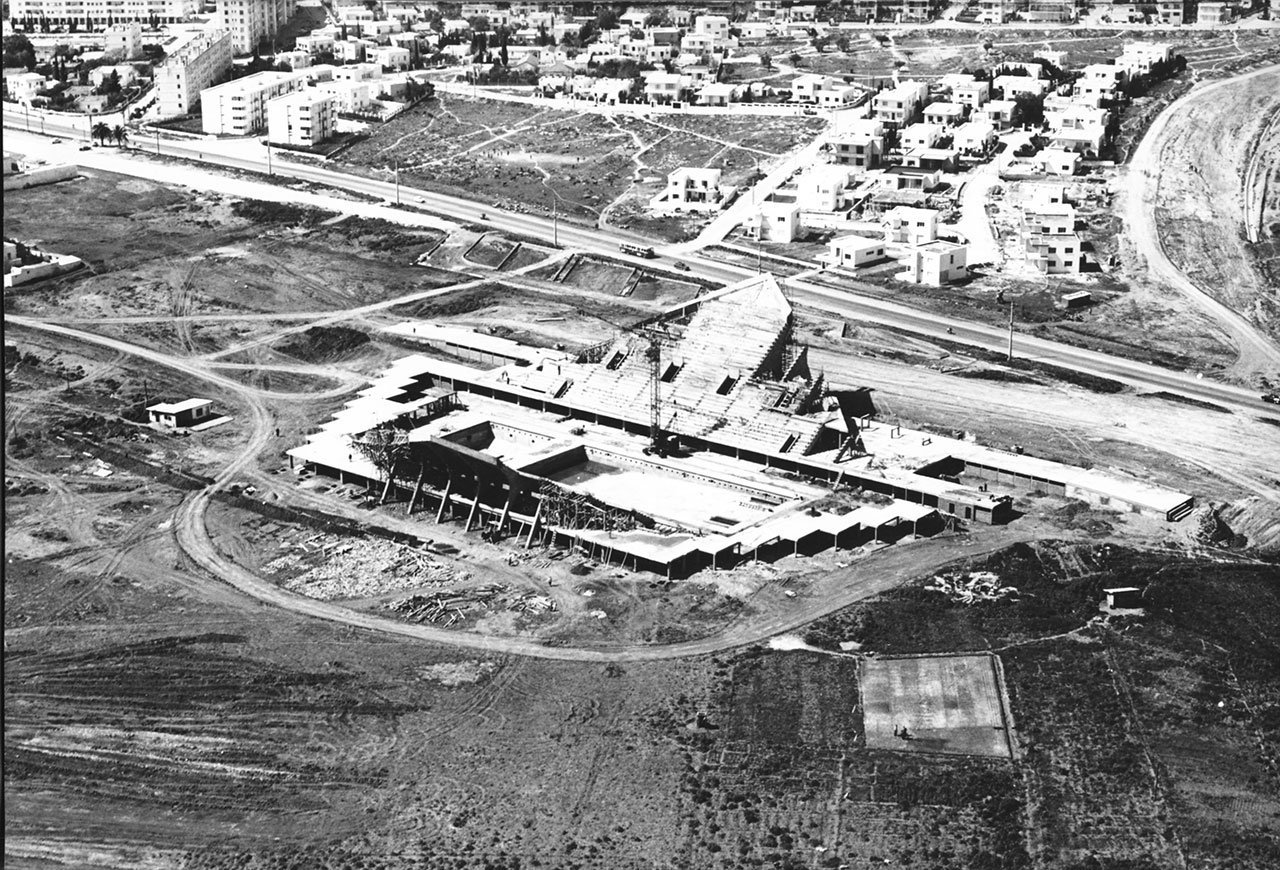
L'impianto in costruzione.

L'edificio venne costruito in occasione dei Giochi del Mediterraneo disputati a Tunisi nel 1967, assieme ad altri impianti sportivi, come lo Stadio del calcio e il Palazzo degli Sport La Coupole, facenti parte della cittadella olimpica.

## Struttura

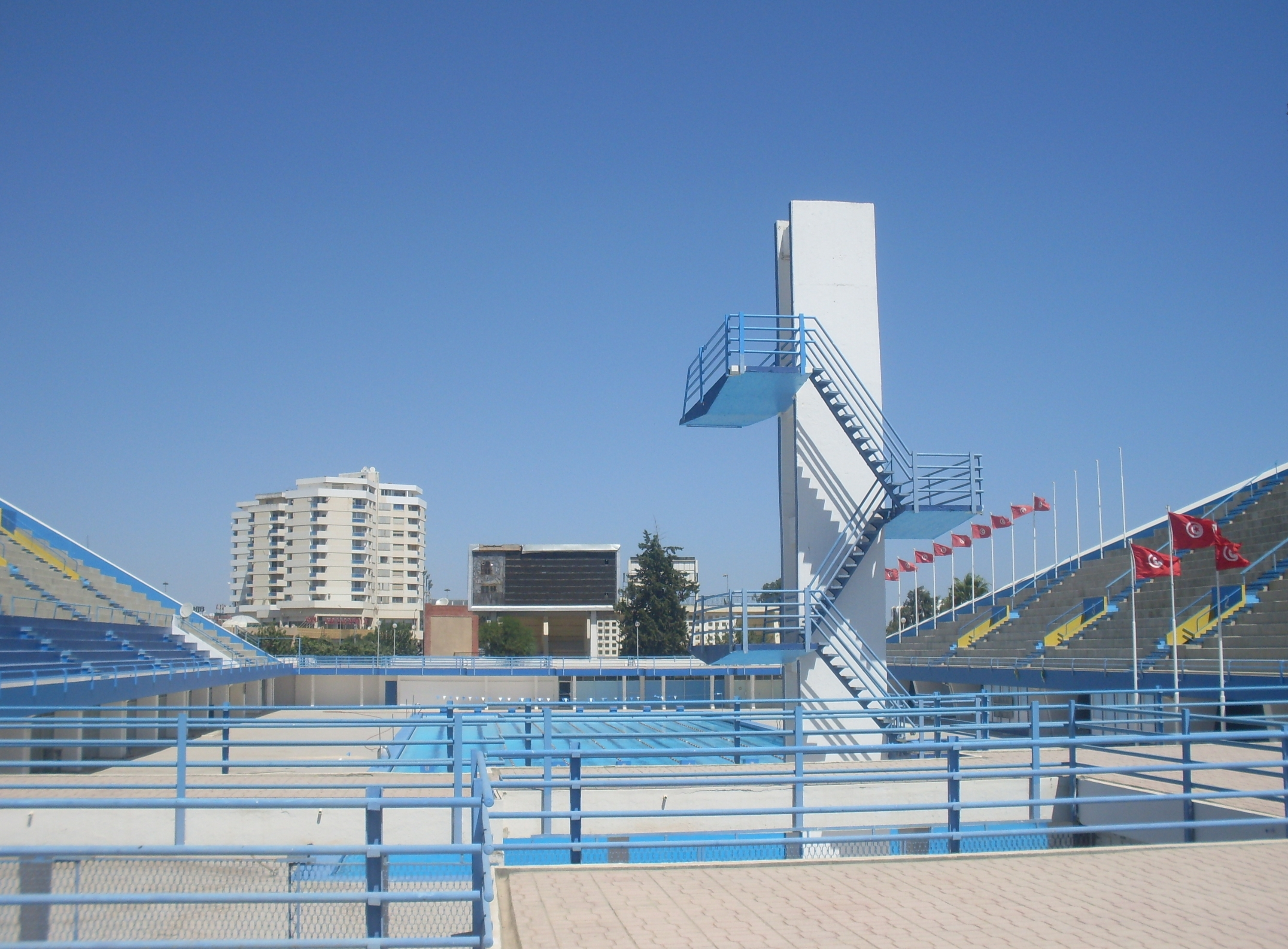
La torre per i tuffi.

L'impianto è costituito da parte esterna e una interna. Nella parte all'aperto sono collocate due vasche prive di copertura, corredate da tribune laterali per il pubblico, dalla forma triangolare. La vasca più grande, di 50x20 metri, è utilizzata per il nuoto e la pallanuoto, quella più piccola è riservata ai tuffi ed è dotata della torre di piattaforme e trampolini. 
La parte al coperto, invece, racchiude due vasche della lunghezza di 25 metri e una vasca adiacente di dimensioni e profondità minore.